# Hipòloc (fill de Bel·lerofont)
Hipòloc (en grec antic Ίππόλοχος), segons la mitologia grega, va ser un heroi grec d'origen lici, fill de Bel·lerofont i de Filònoe. Va ser pare de Glaucos, que va combatre davant de Troia amb els licis.